# Гелиодор (писатель)
Гелиодор (др.-греч. Ἡλιόδωρος) — древнегреческий писатель III—IV века, один из так называемых erotici scriptores, автор одного из пяти канонических греческих романов «Эфиопика».
Его имя известно из заключительной фразы романа: «… сочинил финикиец из Эмесы, из рода потомков Гелиоса, Гелиодор, сын Теодосия». Отсюда следует, что он родился или жил в сирийском городе Эмеса. Филологи XIX века были склонны считать это имя псевдонимом, исходя из того, что имя Гелиодор («дар Гелиоса») подозрительно хорошо соотносится с солярной теологией, которая действительно занимает в романе довольно много места. Однако по данным эпиграфики имя Гелиодор было как раз в эту эпоху очень распространенным.
В «Церковной истории» Сократа Схоластика (V, 22) утверждается, будто Гелиодор, автор романа о Теагене и Хариклее, впоследствии принял крещение и стал епископом триккским. Сократ никак не датирует епископство Гелиодора. Ряд позднейших византийских авторов относит его к эпохе Феодосия Великого (379—395). Исследователи признают эти свидетельства не слишком надёжными. Большую популярность в Средние века получила легенда, рассказанная Никифором Каллистом, согласно которой церковные власти потребовали, чтобы Гелиодор или сжёг своё произведение, или отказался от епископского сана и Гелиодор якобы выбрал последнее. «Эфиопика» (IX, 9) содержит текстуальное заимствование из «Жизнеописания Моисея» Филона Александрийского (III, 24), что указывает на знакомство с иудейско-христианским кругом идей (в III—IV веках сочинения Филона пользовались популярностью почти исключительно среди христиан).
Роман Гелиодора оказал огромное влияние на византийский роман, а позже и на западноевропейскую литературу эпохи Просвещения.